# Paul Reedy
Paul Edward Reedy (* 21. Januar 1961 in Robinvale, Swan Hill Rural City, Victoria) ist ein ehemaliger australischer Ruderer. 1984 gewann er die olympische Silbermedaille mit dem australischen Doppelvierer, 1990 war er Weltmeisterschaftsdritter im Doppelzweier.

## Karriere
Paul Reedy vom Melbourne University Boat Club siegte als Jugendlicher 1980 bei der Interstate Championship im Achter. 1984 siegte er bei den Erwachsenen im Einer. Im gleichen Jahr bildete der 1,81 m große Reedy einen Doppelvierer mit Gary Gullock, Timothy McLaren und Anthony Lovrich. Bei den Olympischen Spielen in Los Angeles siegten die Australier im ersten Vorlauf, den zweiten gewann das Weltmeisterboot aus der Bundesrepublik Deutschland. Im Endlauf siegten die Deutschen mit 0,43 Sekunden Vorsprung vor den Australiern, die drittplatzierten Kanadier lagen 1,09 Sekunden hinter den Australiern. Bei den Weltmeisterschaften 1985 ruderten Reedy und Lovrich zusammen mit Richard Powell und John Bentley auf den achten Platz. 1986 gewann Reedy mit dem Doppelvierer die Silbermedaille hinter den Kanadiern bei den Commonwealth Games in Edinburgh.
Bei den Olympischen Spielen 1988 in Seoul ruderten Richard Powell, Brenton Terrell, Paul Reedy und Peter Antonie im australischen Doppelvierer, der mit drei Sekunden Rückstand auf die Bronzemedaille den fünften Platz belegte. 1989 bildeten Paul Reedy und Peter Antonie einen Doppelzweier und belegten den vierten Platz bei den Weltmeisterschaften. Im Jahr darauf bei den Weltmeisterschaften 1990 vor australischem Publikum in Tasmanien siegten die Österreicher vor dem Boot aus der DDR. Sieben Sekunden dahinter gewannen Reedy und Antonie die Bronzemedaille mit 0,64 Sekunden Vorsprung vor dem Boot aus den Vereinigten Staaten. Bei den Weltmeisterschaften 1991 belegte Reedy mit dem Doppelvierer den 12. Platz. 
Danach begann Reedy eine Laufbahn als Rudertrainer. 1995 versuchte er noch einmal ein Comeback als aktiver Ruderer und belegte den elften Platz im Doppelzweier bei den Weltmeisterschaften. Er trainierte bis zu den Olympischen Spielen 2000 in Sydney australische Ruderer und Ruderinnen. Danach wechselte er als Trainer ins Vereinigte Königreich.